# Cesare Sereno
Cesare Sereno (né et mort à des dates inconnues) est un joueur de football italien, qui jouait au poste d'ailier.

## Biographie
Formé par le club du Pro Vercelli, il rejoint la FBC Juventus en 1920.
Il fait ses débuts avec le club piémontais de la Juventus Football Club contre le Torino lors d'un Derby della Mole le 24 octobre 1920 (match nul 2-2). Sa dernière confrontation a lieu le 4 mars 1923 contre Legnano. Durant ses trois saisons passées au club bianconero, il joue en tout 37 matchs et inscrit 4 buts.
En 1923, il rejoint la Reggiana, avant d'ensuite finir sa carrière dans son premier club, le Pro Vercelli.

### Statistiques
| Saison         | Club           | Championnat     | Championnat | Championnat |
| Saison         | Club           | Compétition     | Matchs      | Buts        |
| -------------- | -------------- | --------------- | ----------- | ----------- |
| 1920-1921      | Juventus       | Prima Categoria | 10          | 2           |
| 1921-1922      | Juventus       | Prima Divisione | 14          | 1           |
| 1922-1923      | Juventus       | Prima Divisione | 12          | 0           |
| Total Juventus | Total Juventus |                 | 36          | 3           |
| Total carrière | Total carrière |                 | 36          | 3           |